# Ministerio de Agricultura, Ganadería y Pesca (Argentina)
El Ministerio de Agricultura, Ganadería y Pesca de la Argentina fue el organismo gubernamental responsable de diseñar y ejecutar planes de producción, comercialización y sanidad en el ámbito agropecuario, pesquero y ganadero.

## Historia
El Ministerio de Agricultura nació luego de la reforma constitucional de 1898 bajo la presidencia de Julio Argentino Roca, en la ley 3727. Previamente, en 1871, Domingo Faustino Sarmiento había creado el Departamento Nacional de Agricultura del Ministerio del Interior. Mantuvo su autonomía hasta 1958, cuando el presidente Arturo Frondizi redujo el rango a Secretaría de Agricultura y Ganadería del Ministerio de Economía.
Retorna al rango de ministerio brevemente por dos períodos bajo gobiernos de facto, en 1972-1973 bajo Alejandro Agustín Lanusse, y en 1981 por Roberto Eduardo Viola, retornando luego al Ministerio de Economía, salvo entre 2002 y 2003 (durante la presidencia de Eduardo Duhalde) cuando dependió del Ministerio de Producción.
Entre 2008 y 2009, el área de Agricultura y Ganadería volvió a depender del Ministerio de Producción. A partir del 1 de octubre de 2009, el departamento sumó el área de Pesca y fue elevado por la Presidenta Cristina Fernández de Kirchner a rango de Ministerio con el nombre de Ministerio de Agricultura, Ganadería, Pesca y Alimentación y su primer titular fue Julián Domínguez, quien sucedió al hasta ese momento secretario de agricultura Carlos Cheppi. Tras el paso por la cartera de Norberto Yahuar —anteriormente subsecretario de Pesca— y de Carlos Casamiquela —anterior subsecretario de Pesca del mismo ministerio— el 10 de diciembre de 2015, bajo la presidencia de Mauricio Macri, el ministerio pasó a llamarse de Agroindustria, con Ricardo Buryaile como su titular.
El 5 de septiembre de 2018 pasó a ser nuevamente una secretaría del Ministerio de Producción. Los cambios se dieron en una modificación del gabinete nacional que redujo de 22 a 10 la cantidad de ministerios. En 2019, volvió a obtener el grado de Ministerio, el cual tuvo hasta 2022, cuando sus funciones quedaron absorbidas por el nuevo ministro de Economía, Sergio Massa.

## Organización
La cartera está organizada de la siguiente manera:
- Ministerio de Agricultura, Ganadería y Pesca
  - Secretaría de Agricultura, Ganadería y Pesca
  - Secretaría de Agricultura Familiar, Coordinación y Desarrollo Territorial
  - Secretaría de Alimentos y Bioeconomía

## Competencias
De acuerdo a la Ley 22 520, sus competencias son «asistir al Presidente de la Nación y al Jefe de Gabinete de Ministros, en orden a sus competencias, en todo lo inherente a los productos primarios provenientes de la agricultura, la ganadería y la pesca, incluida su transformación…»

## Sede

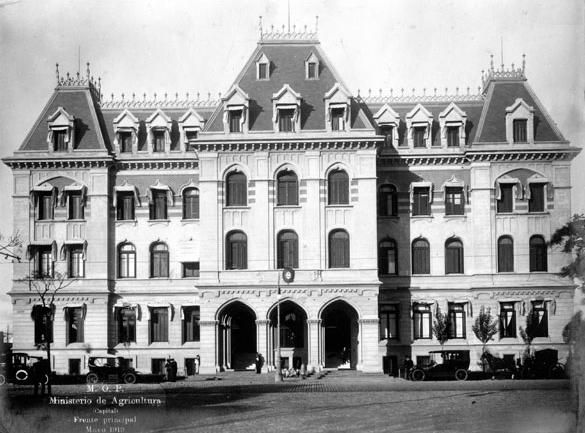
Fachada del primer edificio (1919).

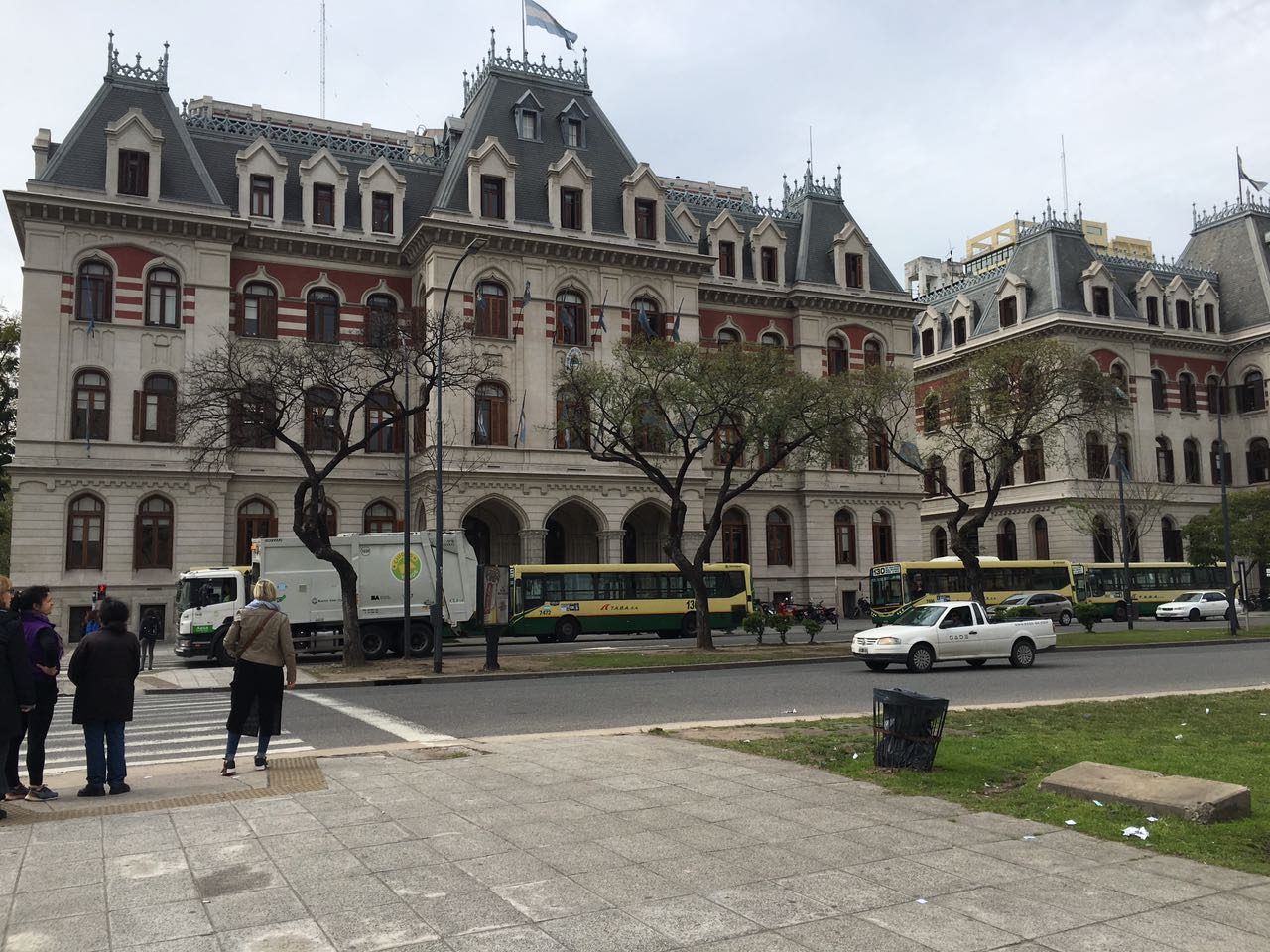
Vista del edificio en 2016.

El Ministerio de Agricultura tiene históricamente su sede en los palacios gemelos, llamados Las Mellizas, en la Avenida Paseo Colón el 922, en Buenos Aires. Se trata de un conjunto de edificios gemelos que ocupa toda una manzana. Estos edificios combinan rasgos arquitectónicos de distintas corrientes: del estilo tudor, del neogótico y del academicismo francés. Se trata por lo tanto de diseños característicos de la arquitectura ecléctica que dominaba el gusto de principios del siglo XX. Sus fachadas combinan ladrillo visto con revestimientos en símil piedra París y cuentan mansardas de pizarra negra. 
El proyecto original fue pensado en 1911 como nueva sede del Asilo Nacional Nocturno, que en ese momento funcionaba en la actual calle Perón 2471, con capacidad para 540 huéspedes diarios; por la Dirección General de Arquitectura del entonces Ministerio de Obras Públicas, sin tener un autor concreto. La obra fue adjudicada al constructor “Andrés Vanelli e Hijos” al año siguiente y avanzó durante esa década, pero durante las obras se inició una polémica que modificó el destino del nuevo edificio. Así, se lo reformó antes de inaugurarlo, y fue entregado al Ministerio de Agricultura, hacia 1919.
El gemelo del lado norte fue construido en la década siguiente como sede de la empresa estatal Yacimientos Petrolíferos Fiscales, y la construcción fue ejecutada por “Mauricio Kinbaum y Cía.”, siendo inaugurado hacia 1931. A pesar de su aspecto exterior idéntico, varios elementos arquitectónicos, materiales y detalles de los interiores variaron en el diseño.
Ya en 1938 YPF se trasladó a su nueva sede en la Diagonal Norte, y se decidió entonces sumar su edificio al Ministerio de Agricultura. En 1948, se instaló en un sector de estos edificios la Dirección de Meteorología Nacional (actual Servicio Meteorológico Nacional).
En 2010 el ministro Julián Domínguez ordenó el inicio de las obras de restauración, recuperación de las decoraciones y lámparas originales y la actualización de instalaciones de informática y acondicionadores de aire.

## Delegaciones
El Ministerio de Agricultura cuenta con una red de 34 delegaciones en el interior del país, que dependen de la Dirección de Coordinación de Delegaciones.
La función principal de estas representaciones es brindar la información estadística básica del sector agropecuario referida a estimaciones agrícolas, como parte integrante del Sistema Estadístico Nacional. La información se elabora con una frecuencia semanal y mensual. 
Las Delegaciones también suministran periódicamente información requerida por otras áreas del Ministerio: precios mensuales de insumos y bienes de capital agropecuarios a nivel de usuario; gastos de comercialización de hacienda y de granos; datos sobre lechería; existencias de colmenas; cultivos de aromáticas, etc.
Finalmente, estas dependencias reciben y procesan formularios de declaraciones juradas, inscripciones y bajas de corredores y acopiadores; emiten información sobre existencias de granos; efectúan inspecciones de control de caudalímetros en molinos harineros y realizan otras acciones que requiera la Sede Central.